# 將軍澳運動場
將軍澳運動場（英語：Tseung Kwan O Sports Ground）是位於香港新界西貢區將軍澳新市鎮的綜合運動場，由建築公司巴馬丹拿設計，於2006年4月動工，耗資3億5千萬港元，於2009年年初竣工，於同年5月19日正式開幕。
將軍澳運動場是2009年全港運動會及2011年全港運動會田徑比賽的主場館，亦是2009年東亞運動會田徑比賽的場地。

## 歷史
將軍澳新市鎮是一個擁有40萬人口的社區，唯區內一直缺乏運動場設施，如學校舉辦陸運會等活動，需使用位於西貢市中心的西貢鄧肇堅運動場。但由將軍澳乘車前往西貢，車程費時，並且會為西貢區的交通帶來壓力，區議員於是向政府爭取於將軍澳區內興建一個運動場。
香港在2003年11月2日成功擊敗中華台北，取得2009年東亞運動會主辦權。當時香港政府已經有意在將軍澳興建一個運動場供東亞運動會使用。
2005年，政府決定在原來計劃用作將軍澳中央公園的現址，興建一個標準的運動場供將軍澳區居民使用，此建議在2005年2月於立法會財務財務委員會上通過，成本為2億9310萬港元。但由於建築成本和間接成本較預期高，立法會民政事務委員會向議員要求將撥款增加至3億5千萬港元，最終建議獲得通過，並於2006年6月18日進行動土儀式，預計2009年初落成。由於需要改建成為運動場，有關選址在空置期間天然生成的樹林及植被都要被剷除。
為了籌備2009年全港運動會及2009年東亞運動會，將軍澳運動場進行了一系列封閉測試，使到竣工使用日期推遲至四月中。在成功舉辦第二屆全港運動會開幕典禮及田徑比賽後，將軍澳運動場於2009年5月19日東亞運動會倒數200天當日正式開幕。2009年亞洲格蘭披治田徑賽完結後，將軍澳運動場於2009年5月28日起開放給公眾使用，直到2009年東亞運動會來臨。

## 活動

### 體育

#### 全港運動會
將軍澳運動場是2009年全港運動會中，舉行開幕禮和部份田徑比賽的比賽場地。2009年全港運動會是將軍澳運動場舉辦的首個比賽，除了作為2009年東亞運動會的試運外，亦是東亞運的選拔賽。2009年5月9日，將軍澳運動場成功舉辦第二屆全港運動會開幕典禮。過了開幕典禮後，將軍澳運動場上演的田徑賽事。其後在2011年全港運動會中，將軍澳運動場再次成為全港運動會的田徑比賽項目場地。

#### 東亞運動會
將軍澳運動場是2009年東亞運動會中，舉行田徑項目的比賽場地。由於將軍澳運動場設計上只有5,000個座位，當局放棄仿照正常運動會在田徑場地舉行開幕禮及閉幕禮的慣例，改於香港大球場或維多利亞港舉行。2009年2月，東亞運籌委會宣佈改於維多利亞港建造水上舞台舉行，而將軍澳運動場僅會作田徑比賽之用。最終運動場只是舉行田徑比賽的場地。

#### 田徑
作為一級田徑場地，將軍澳運動場長遠是用來取代灣仔運動場，成為香港業餘田徑總會舉辦田徑賽事的主要運動場。在未有訂租的日子，主場及副場內的跑道將會輪流開放給市民作緩步跑之用，時間由每日上午6時30分至下午10時30分。
首個田徑賽事，2009年亞洲格蘭披治田徑賽香港站賽事在2009年5月30日於將軍澳運動場舉行，該項賽事共有21個亞洲國家和地區參加。而一年一度的香港田徑公開賽原定於2009年8月30日首次改於將軍澳運動場舉行，但因為跑道拱起問題，田徑總會經視察後被迫將賽事延期至11月。

#### 足球
將軍澳運動場由落成後多月一直未獲編排足總賽事舉行。後來康樂及文化事務署表示場地只會主力用作田徑訓練及舉行運動會之用，不會安排甲組聯賽在此地進行。2009年3月14日，港職聯籌委會成員羅傑承表示，康文署已指落成後的將軍澳運動場將不會作為香港甲組足球聯賽的比賽場地，場地日後只會用作區內學校舉行運動會。
不過，2010年初，新界地產和富大埔需出戰亞洲足協盃，但由於其主場大埔運動場未能符合亞洲足協所定立的要求，最終大埔隊改於將軍澳運動場出戰其主場賽事，成為首隊在將軍澳運動場作賽的主場球隊。2010-2011年度球季，香港足球總會繼續全面實行主客制，傑志獲派將軍澳運動場作為主場球場。繼大埔後，天水圍飛馬亦由於其主場元朗大球場未能符合亞洲足協所定立的要求，於將軍澳運動場出戰亞洲足協盃。
傑志於將軍澳運動場舉辦其主場賽事，是希望憑這球場的草地質素，打出漂亮的進攻足球給球迷欣賞。可是，由於球場被附近的居民投訴，以致球迷不能在這場地以樂器打氣，只能播放會歌we are kitchee代替。傑志首場的主場賽事於2010年9月16日舉行，客隊為公民。賽事吸引了979名球迷入場，見證球隊首場主場比賽憑盧比度梅門二度及佐迪的入球，以3比1擊敗對手。首次滿座的足球比賽是2011年4月3日舉行的榜首大戰傑志對南華，吸引了3418名球迷入場，傑志以2:0擊敗南華全取三分升上榜首。
以下為2011年起，將軍澳運動場於香港本地賽事（包括香港甲組足球聯賽和香港超級聯賽）的主隊列表：
| 球隊名稱   | 年份                 |
| ---------- | -------------------- |
| 傑志       | 2010-2013，2026-     |
| 橫濱FC香港 | 2013-2014            |
| 東方       | 2014-2015，2019-2020 |
| 南華       | 2015-2017            |
| 理文       | 2017-2019，2020-2025 |
| 香港U23    | 2022-2023            |

## 設施
將軍澳運動場佔地5.9公頃，設有主場及熱身用副場。主場設有400米跑道，天然草地可作十一人足球場，使用百慕達草，看台提供3,500個有蓋永久座位，並可按需要加建1,500個臨時座位，最多可容納5,000名觀眾。副場是香港首個熱身專用運動場地，天然草地可作七人足球場。此外，將軍澳運動場亦設有可供舉辦國際比賽的相關附屬設施。

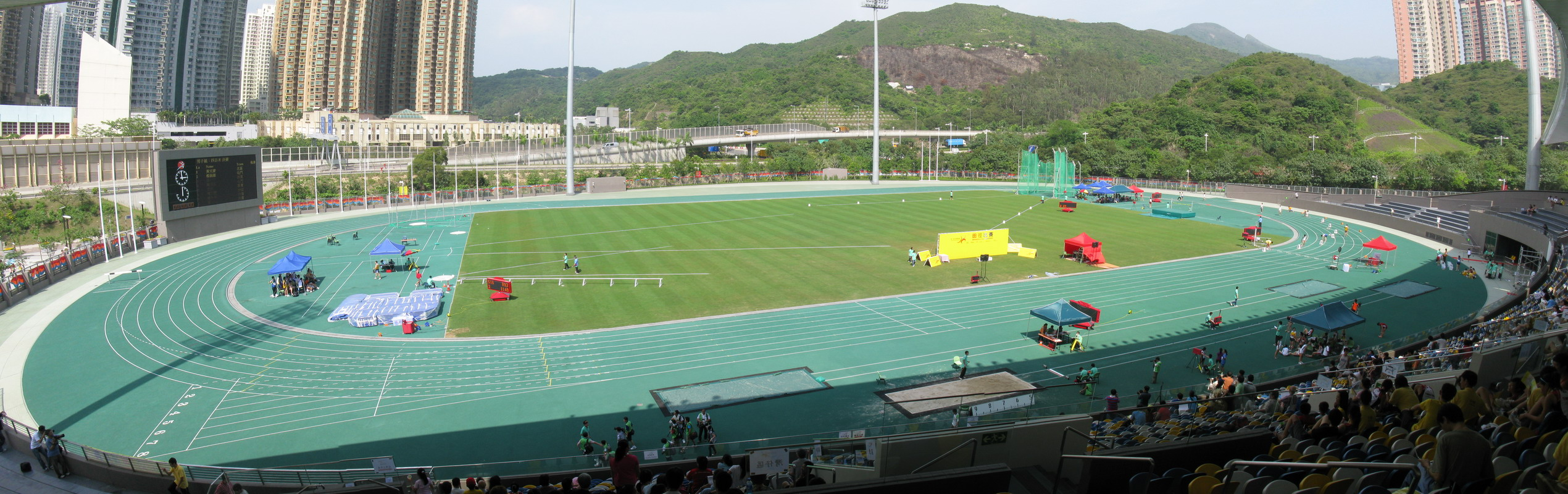
將軍澳運動場主場跑道及草地

### 設計

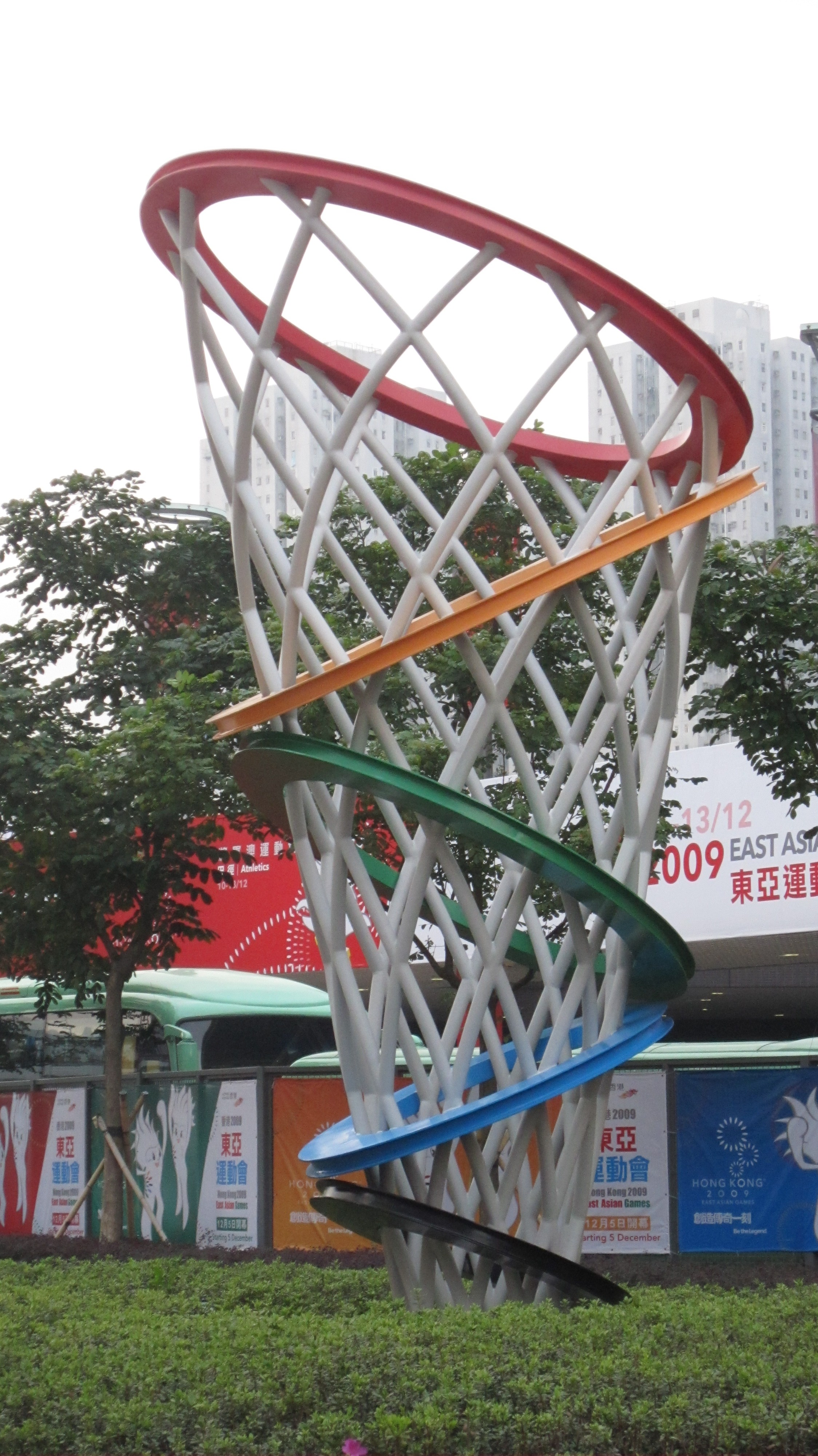
位於入口廣場的奧運五環雕塑

為了籌辦東亞運動會，將軍澳運動場的設計與其他地區性運動場大為不同。入口廣場，新聞及會客設施等都會在將軍澳運動場出現，各項設施都是為將軍澳運動場成為香港的國際級運動場而精心設計，會充分顧及舉辦大型賽事活動流程及運作上的各項要求。該運動場建築設計融入香港東亞運動會元素，看台天幕以新月形設計，9個天窗象徵9個參與東亞運國家及地區，平面佈局也參考奧運會五環標誌而設計。

#### 地理設計
運動場設計者考慮到微氣候對運動員及觀眾的影響，看台的弧形設計具有特別用途，避免強風及低角度日照影響運動員表現，也能使看台上的觀眾額外感到涼快。

##### 選址問題
將軍澳運動場的建造選址被部份運動員及立法會議員批評，認為運動場位於環保大道旁，四周均為道路，大量重型車輛經常出入，發出嘈音，跑道與道路相距不足20米而且缺乏隔音設備，影響運動員的專注力。另外，運動場位處於將軍澳海灣，背面為一些山嶺，在冬季時風速會相對較高，可能影響運動員的表現。

#### 環保設計
運動場的草坪和看台的天幕設有雨水收集裝置，收集雨水灌溉草坪。而入口廣場的特色燈柱及看台天幕的太陽能電池板可收集太陽能，用作不同用途。大部分照明系統和衛生設備，也採用節約能源的型號，務求令運動場成為可持續發展的主要環保體育場地。

#### 跑道設計
將軍澳運動場的跑道顏色並非使用傳統的紅色，主場跑道採用了綠色，副場跑道則設藍色跑道。而顧問建築師陳祖聲指出跑道不一定要使用紅色，更舉例德國柏林奧林匹克體育場的跑道為藍色，使用綠色能創造香港特色。香港浸會大學體育系副教授雷雄德則表示，國際田徑總會已容許跑道採用藍色及綠色，更表示沒有研究證明室外跑道顏色改變對運動員的表現有影響。

##### 跑道拱起問題
將軍澳運動場的跑道正式啟用後3個月，因為田徑跑道不平，康樂及文化事務署需要重鋪部分跑道，重鋪工程長約3星期，海外的跑道物料供應商到過運動場調查事件，強調不會影響東亞運賽事。香港田徑運動員鄧亦峻指出，短跑運動員比賽時速度甚高，跑道些微拱起，也會產生很大影響。原定於2009年8月30日舉行的香港田徑公開賽，經過田徑總會視察後認為無法進行，被迫延期至11月舉行。作為場地最後測試賽的香港田徑公開賽押後舉行，立法會議員質疑測試賽與東亞運相距不足一個月，即使發現問題亦不能夠彌補。最後，跑道於同年10月5日重開。跑道物料供應商調查後，稱跑道拱起是因為運動場趕工致使底層瀝青質素欠佳所致。康樂及文化事務則重申是次問題不會影響國際田徑聯會給予將軍澳運動場的認證。

## 圖片集

### 建築中

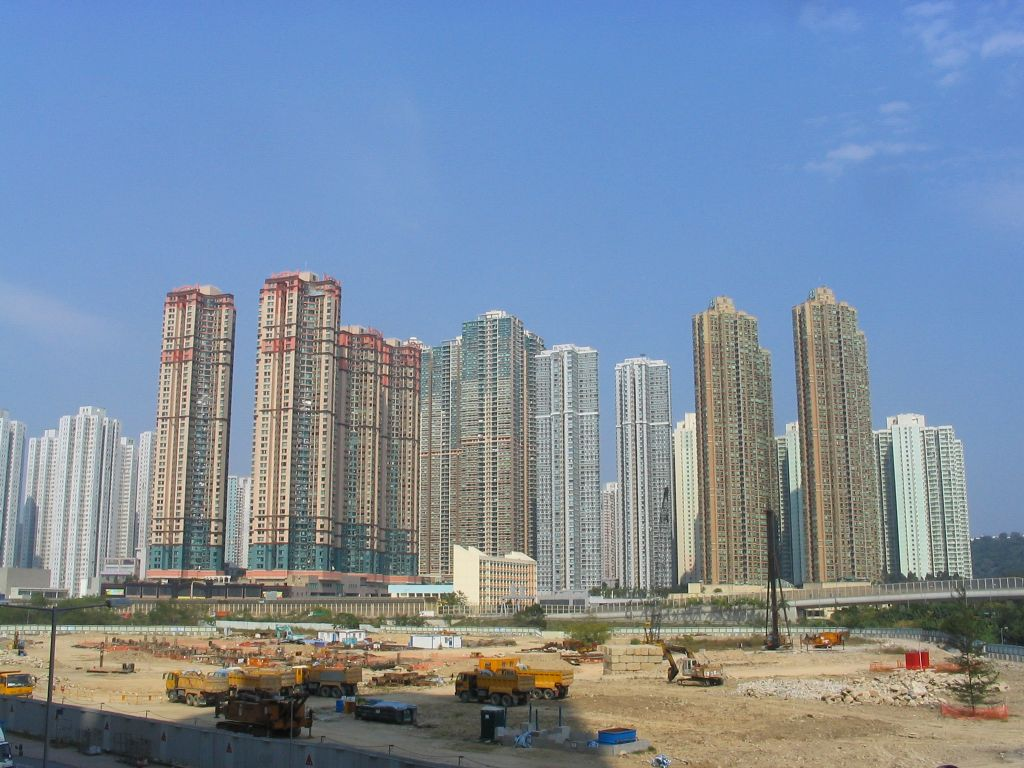
2007年2月
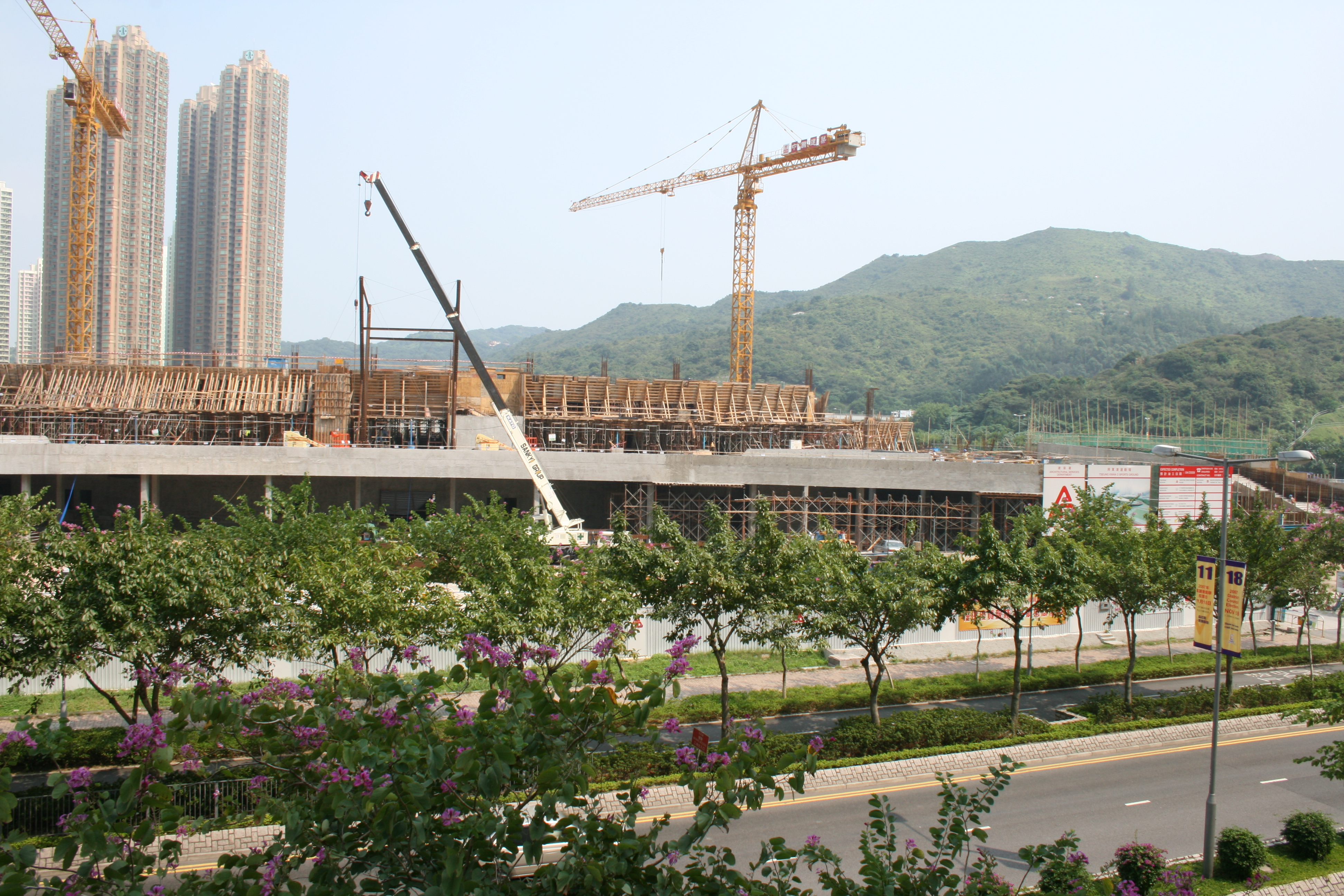
2007年10月18日
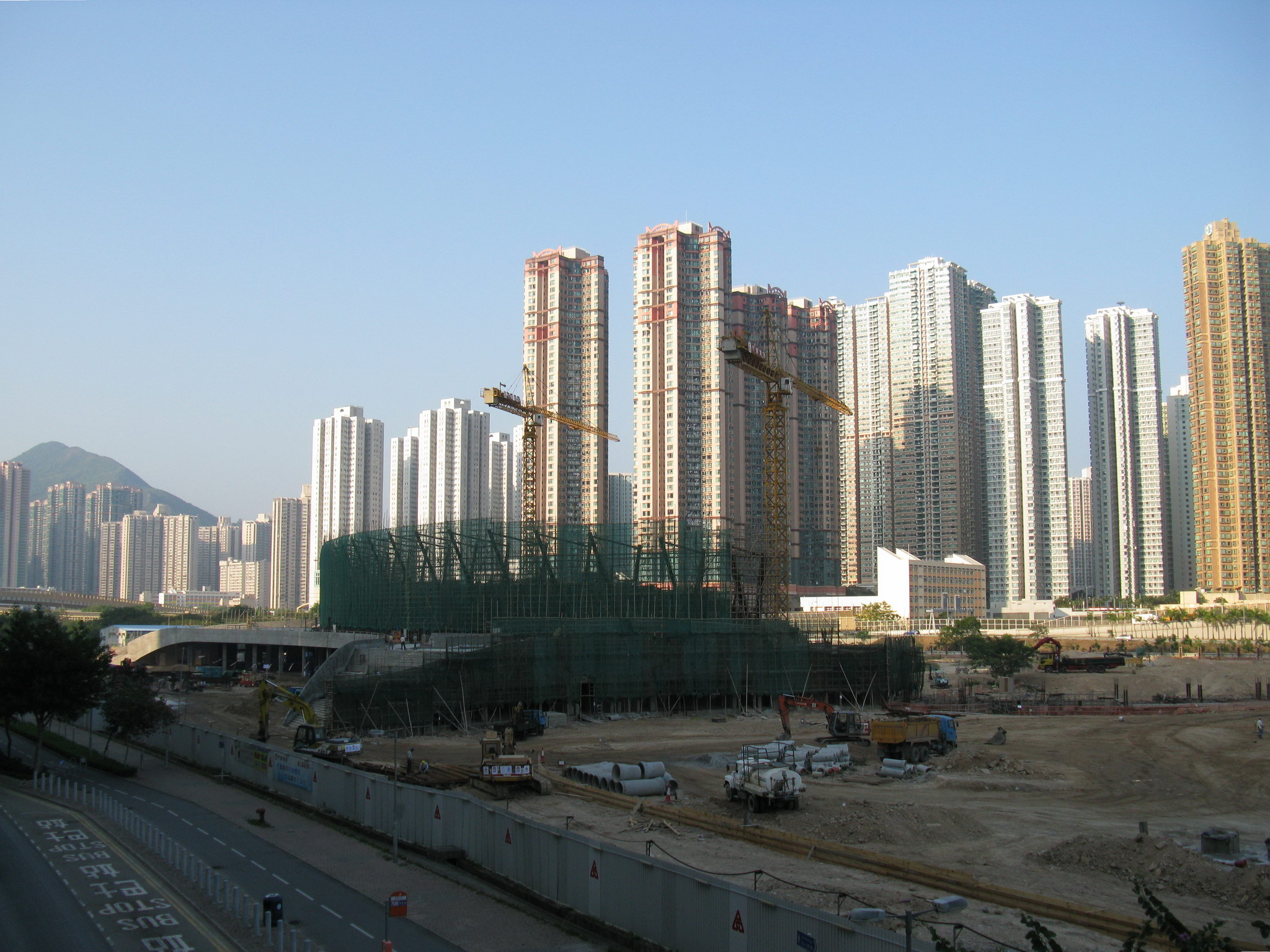
2007年11月
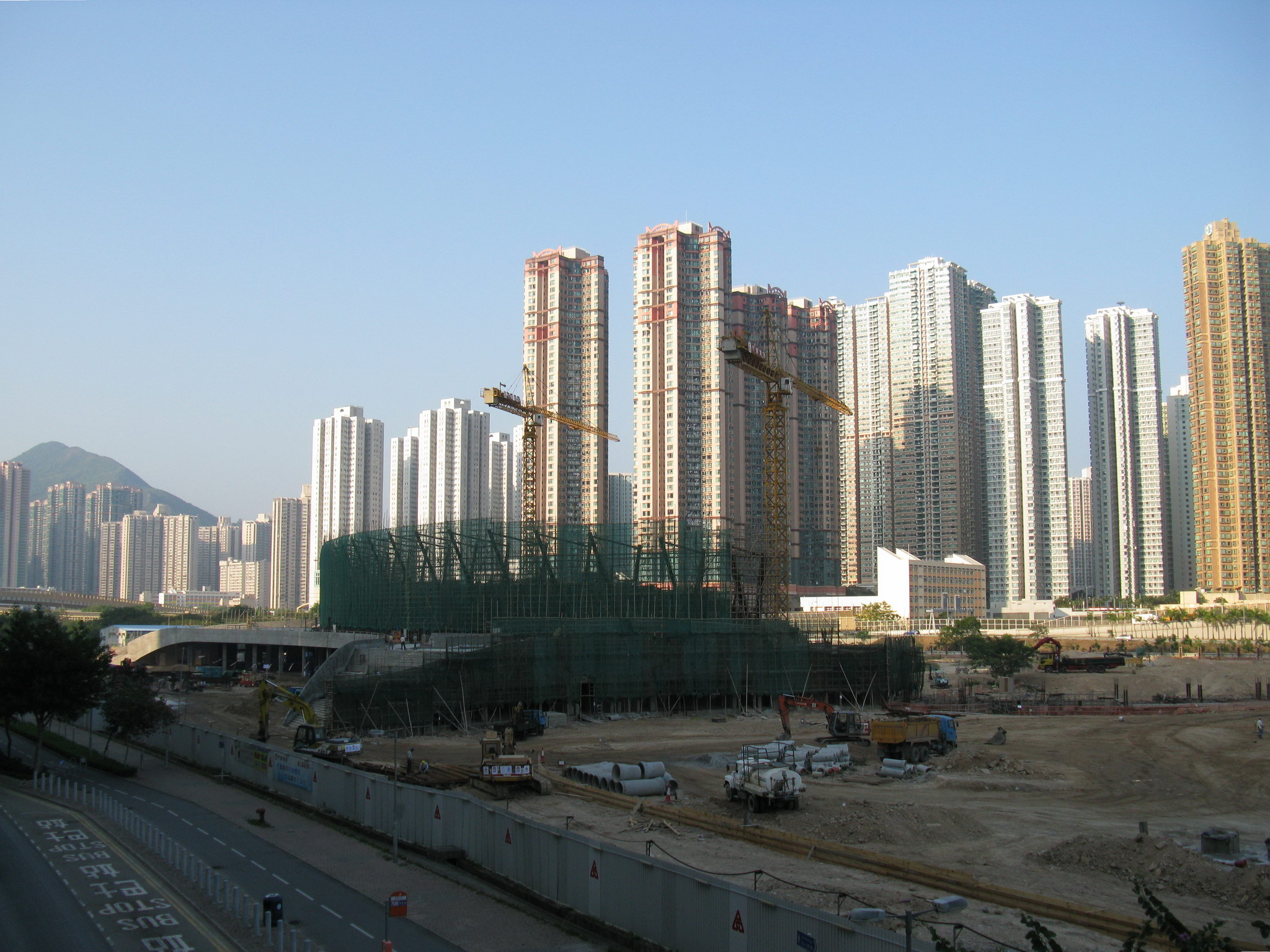
2008年1月
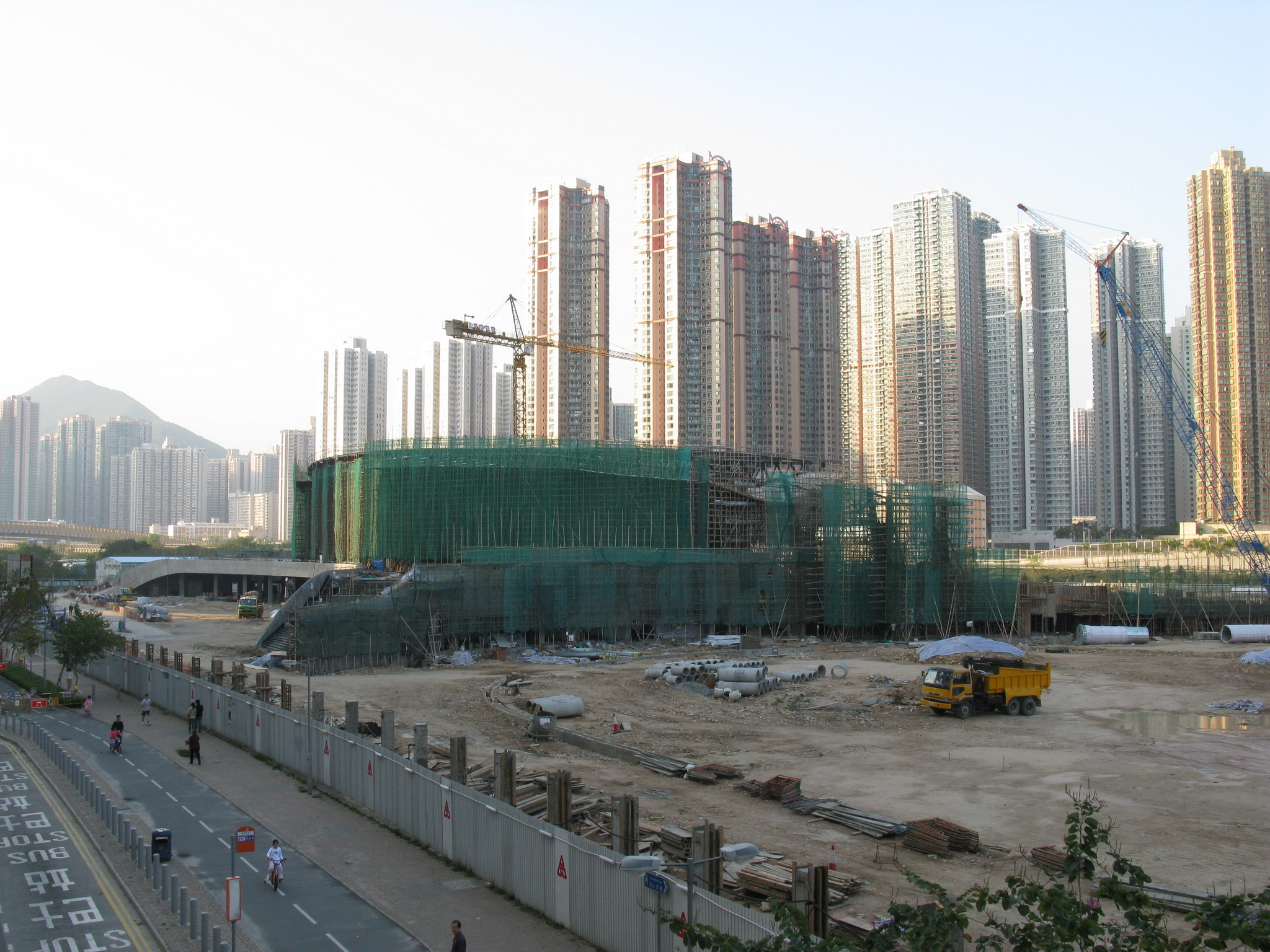
2008年3月
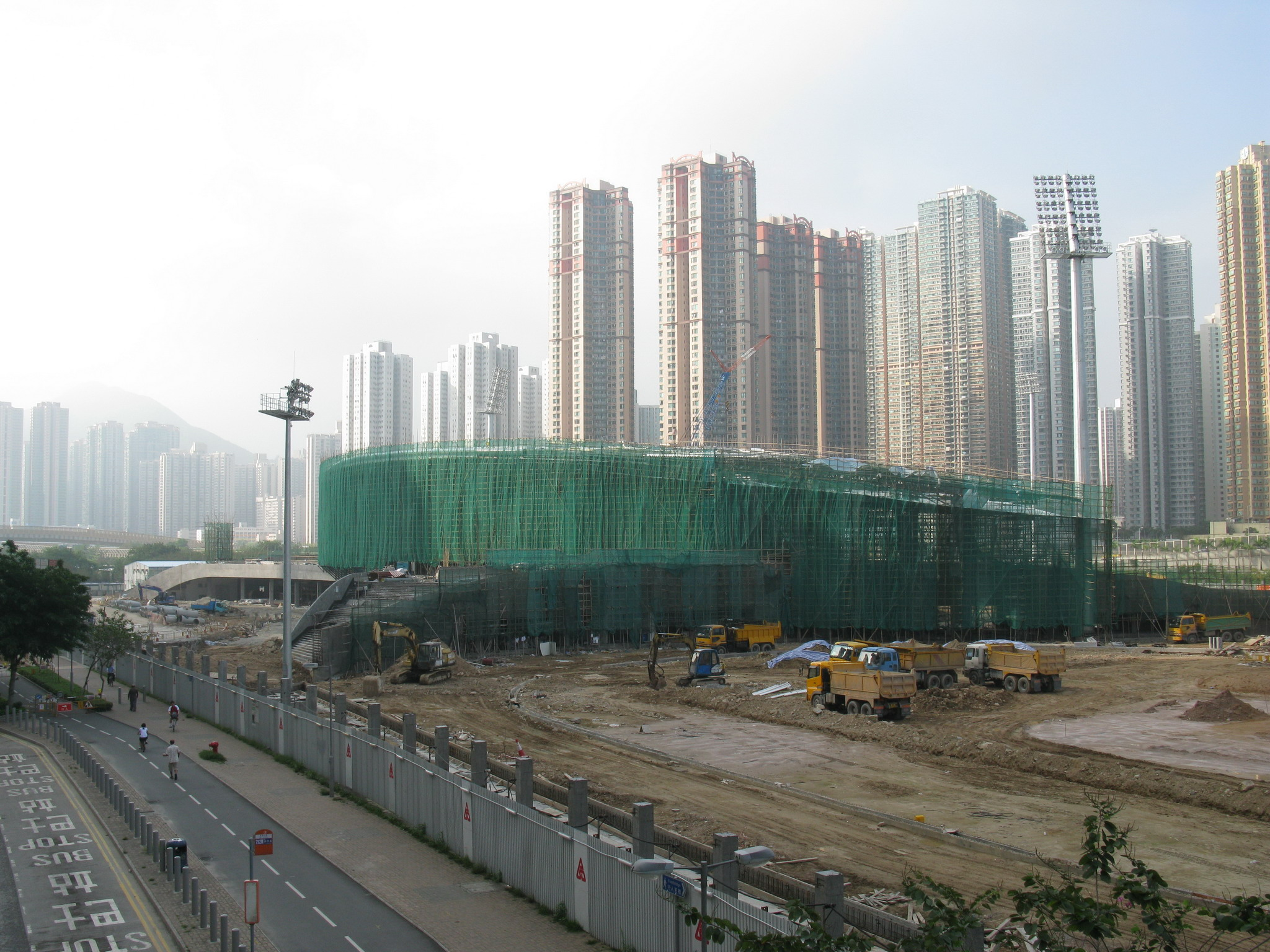
2008年5月
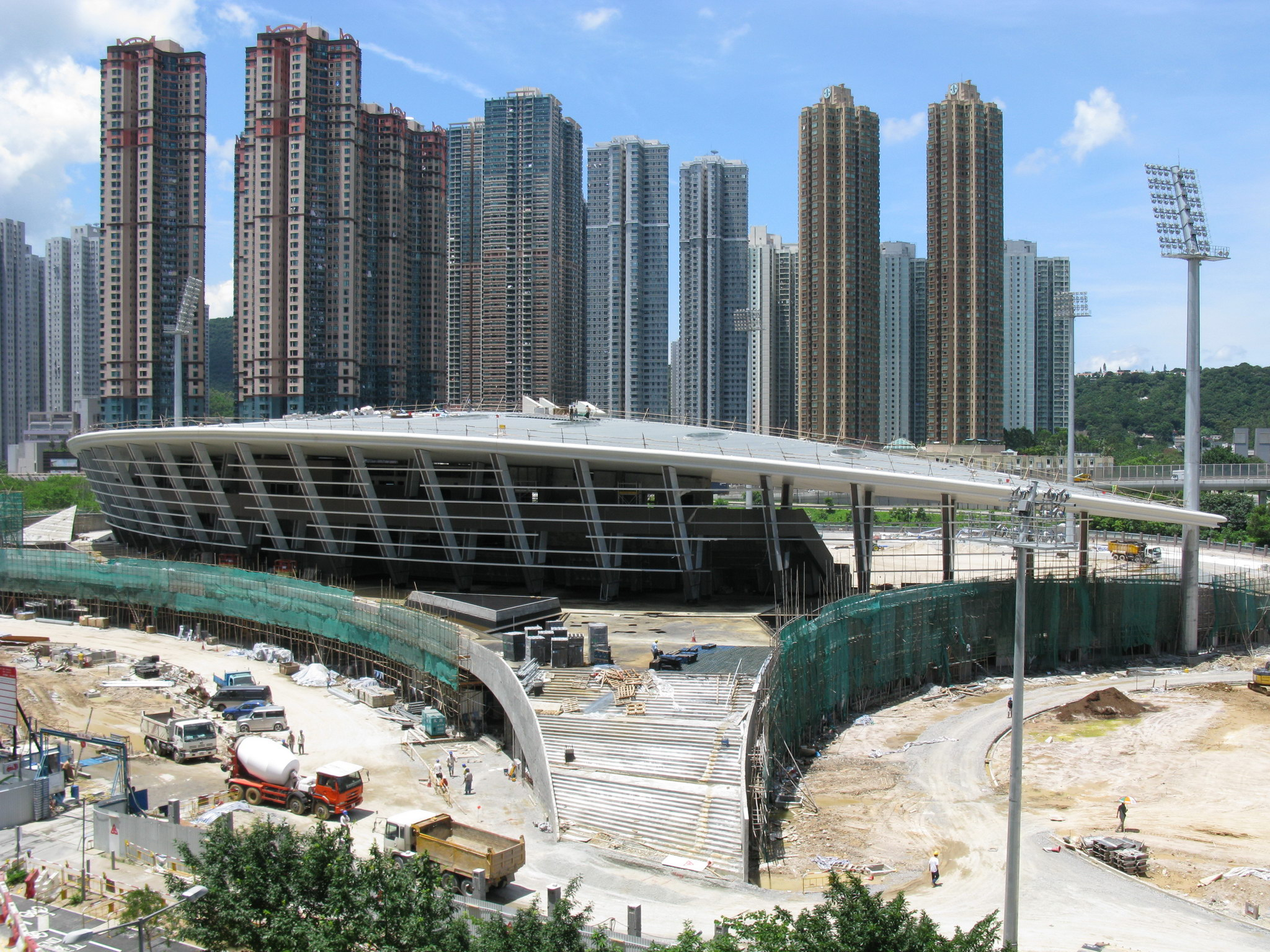
2008年7月
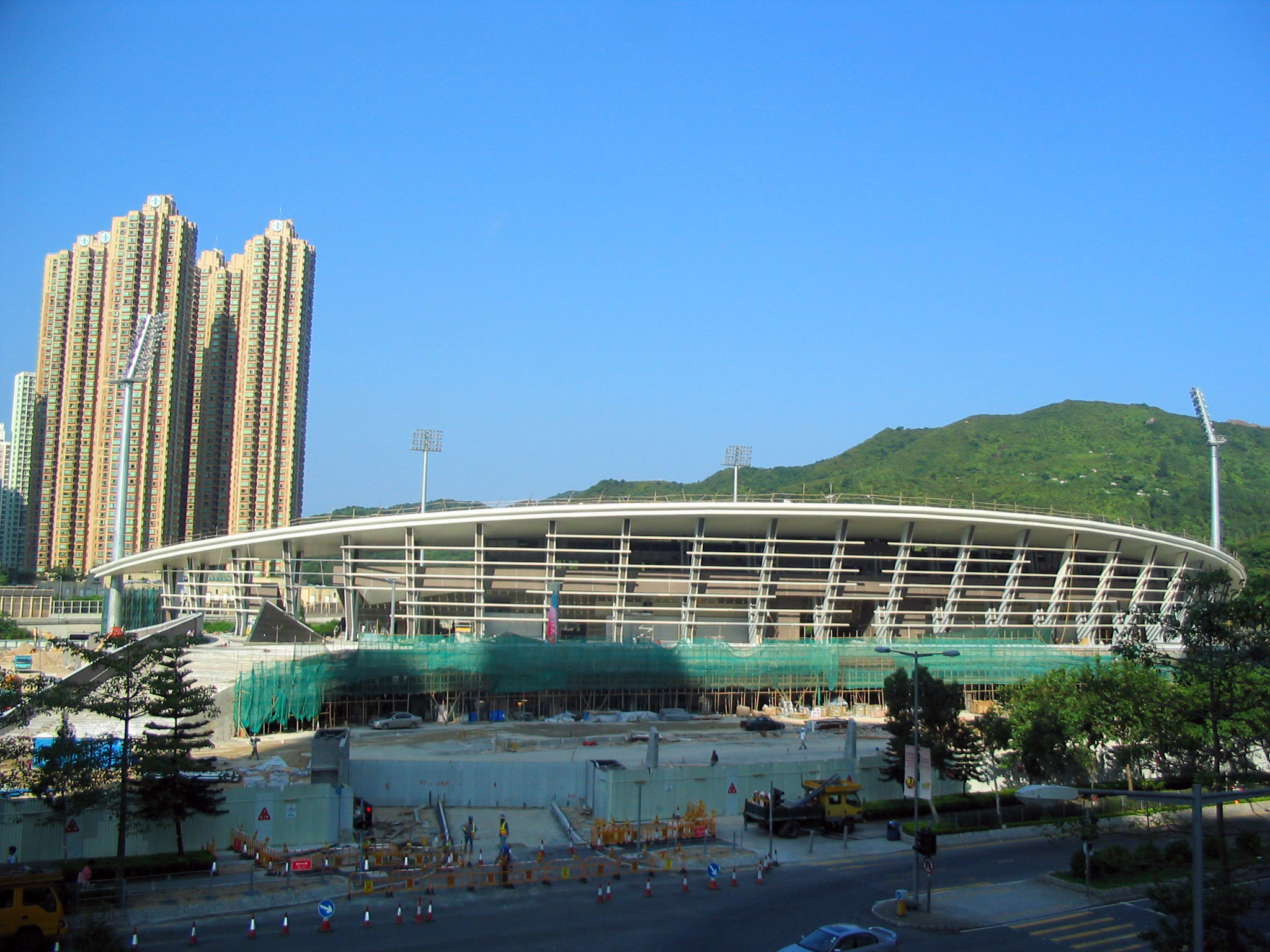
2008年8月
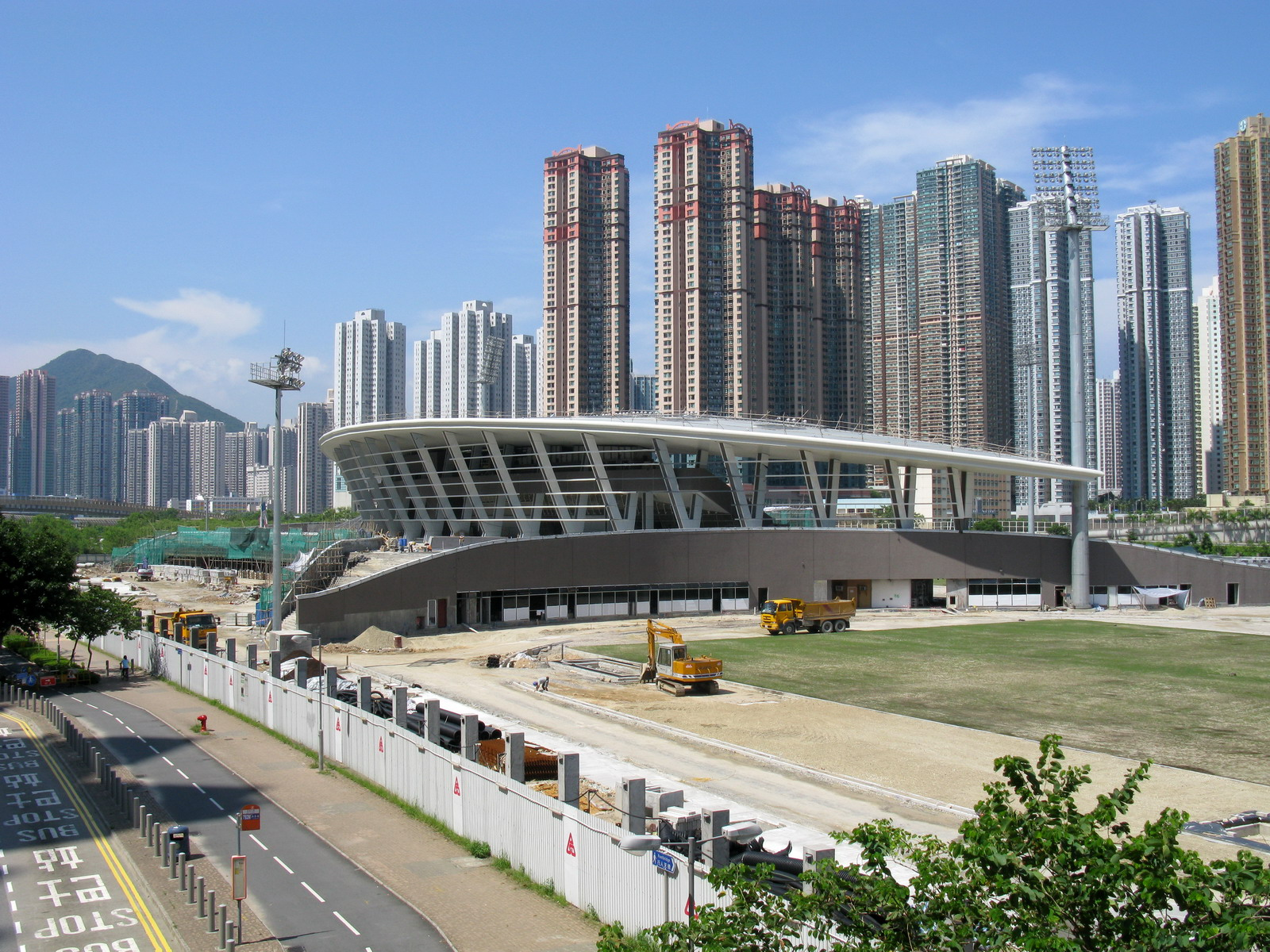
2008年9月
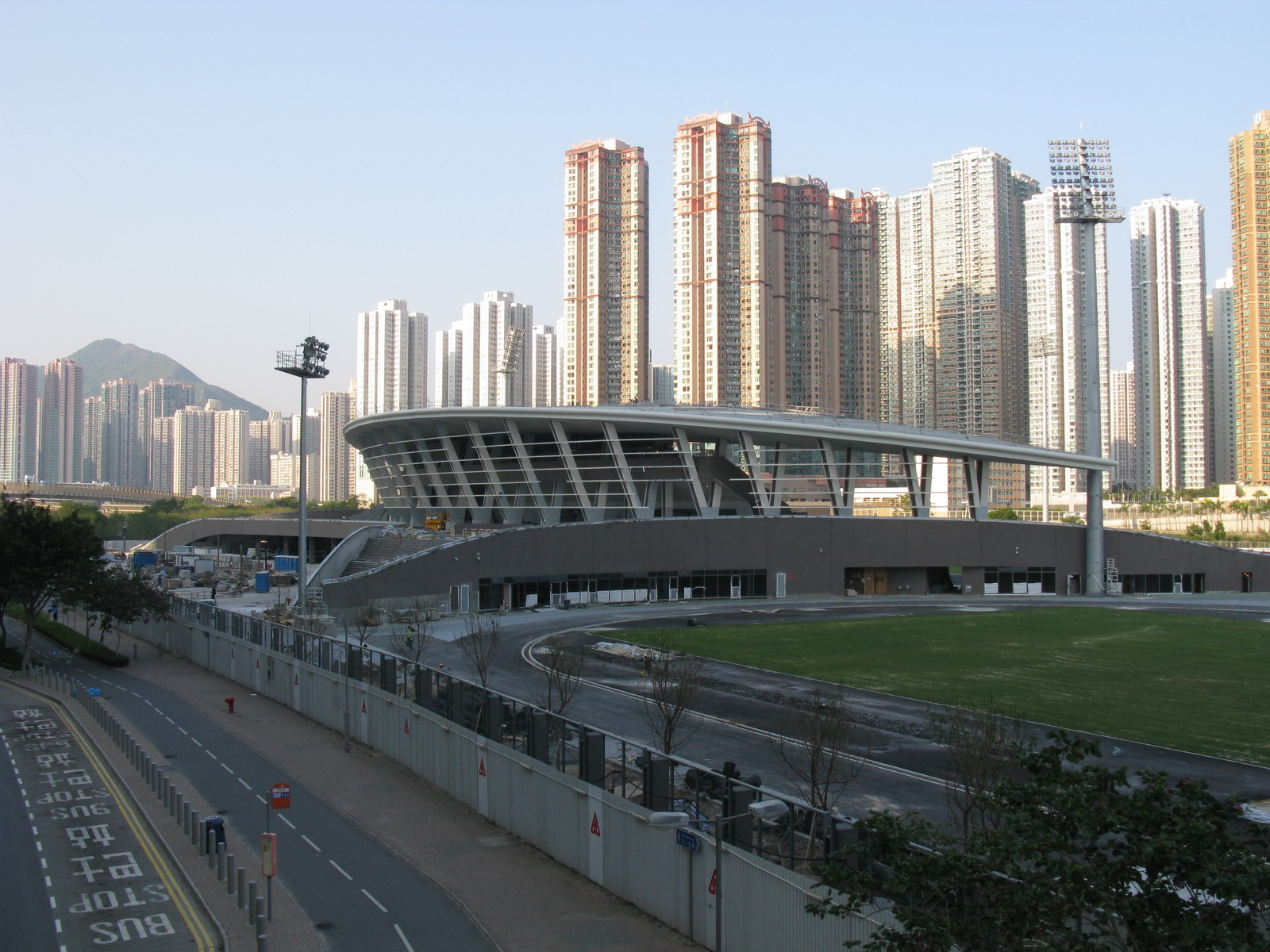
2008年11月
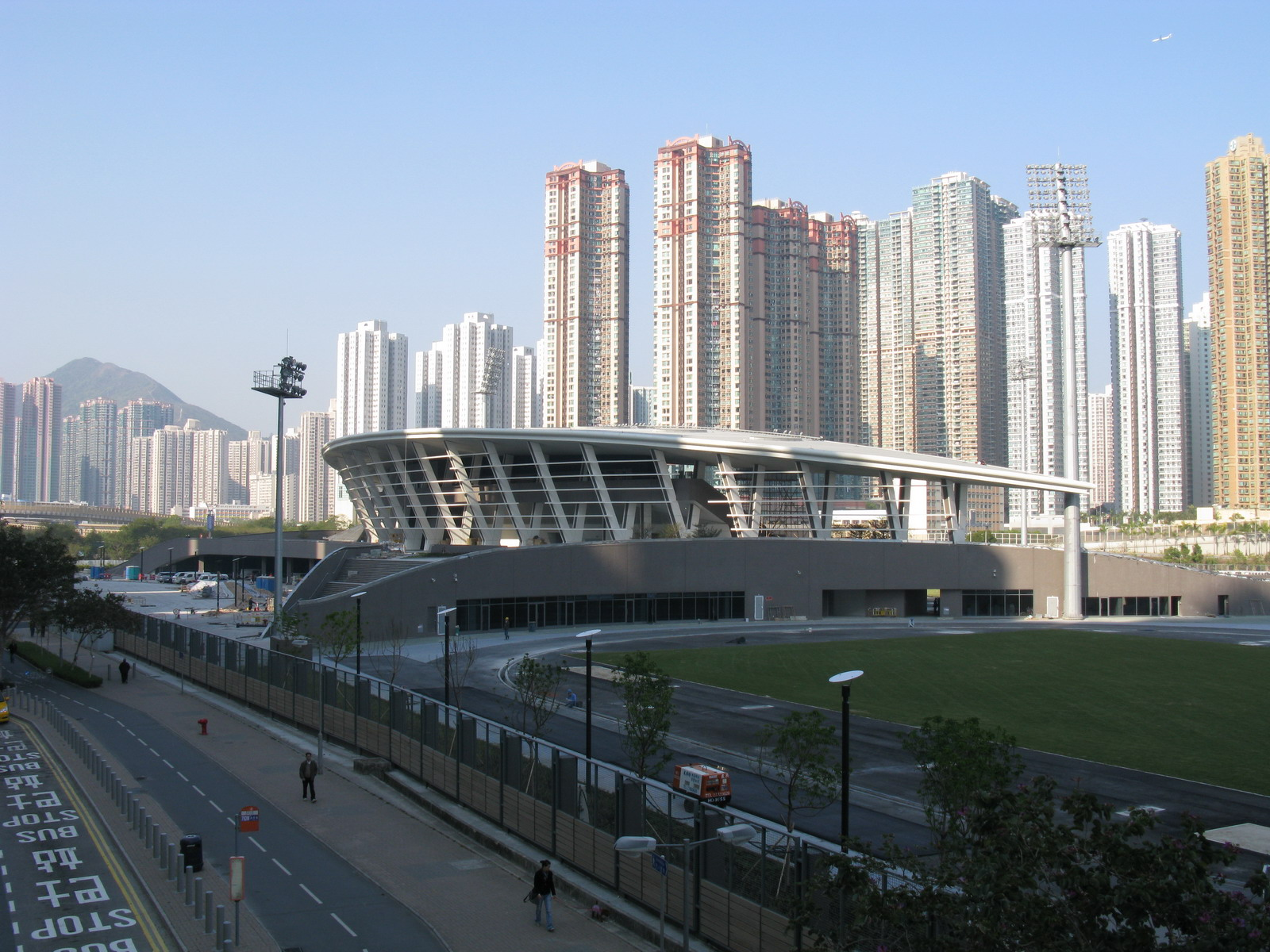
2009年1月

### 竣工後

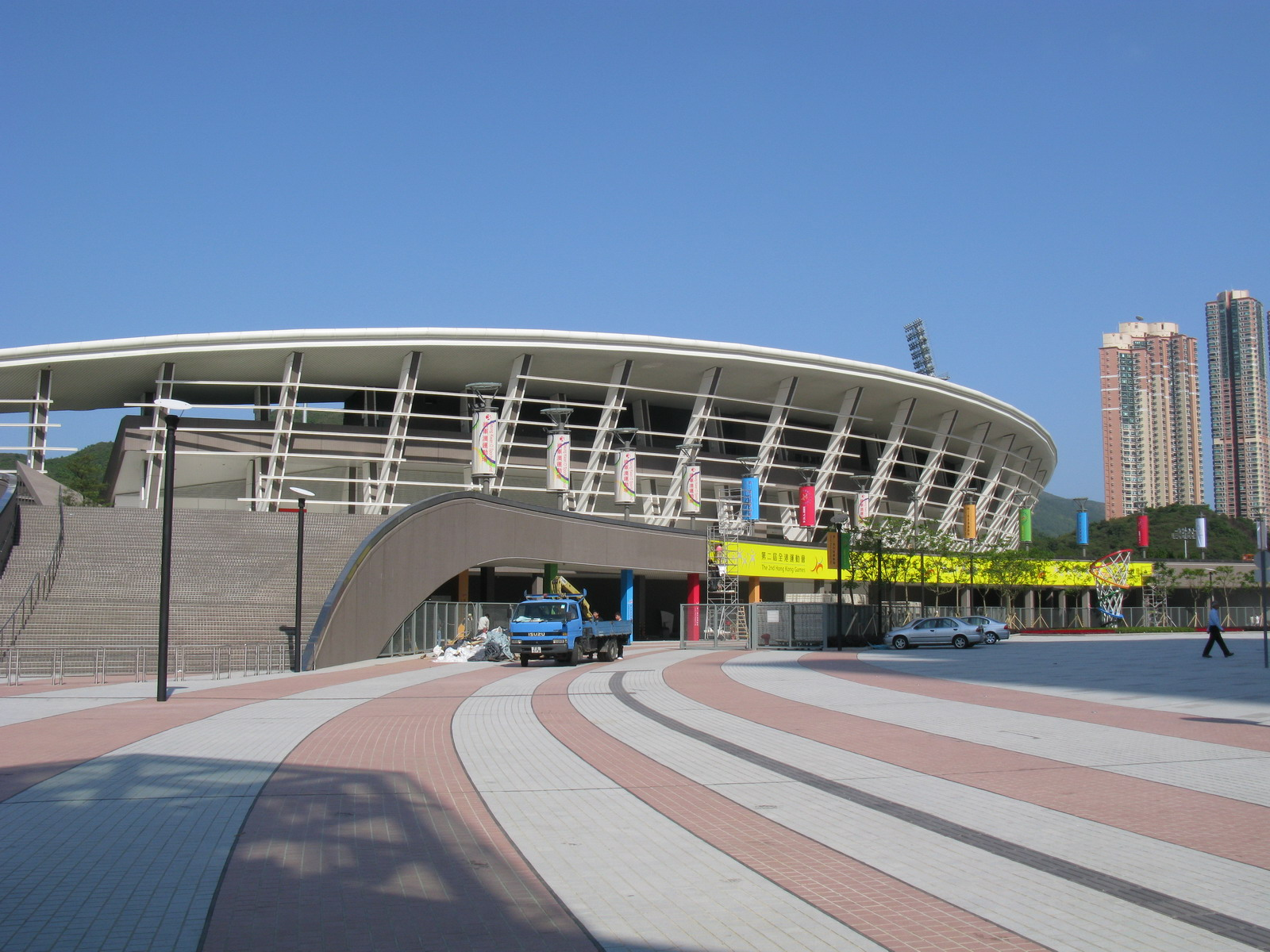
將軍澳運動場正門廣場，貼有2009年全港運動會的橫額
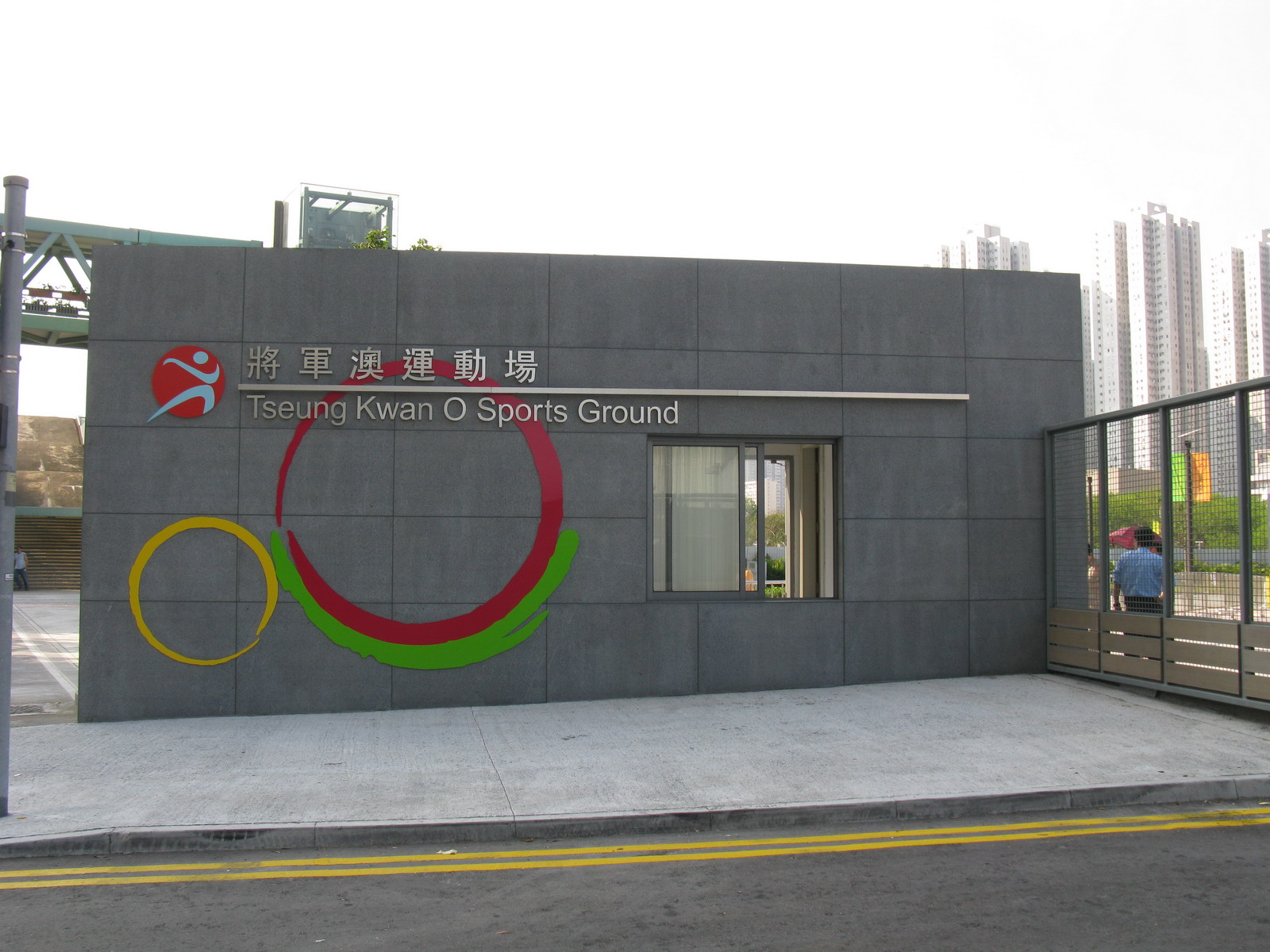
將軍澳運動場正門入口
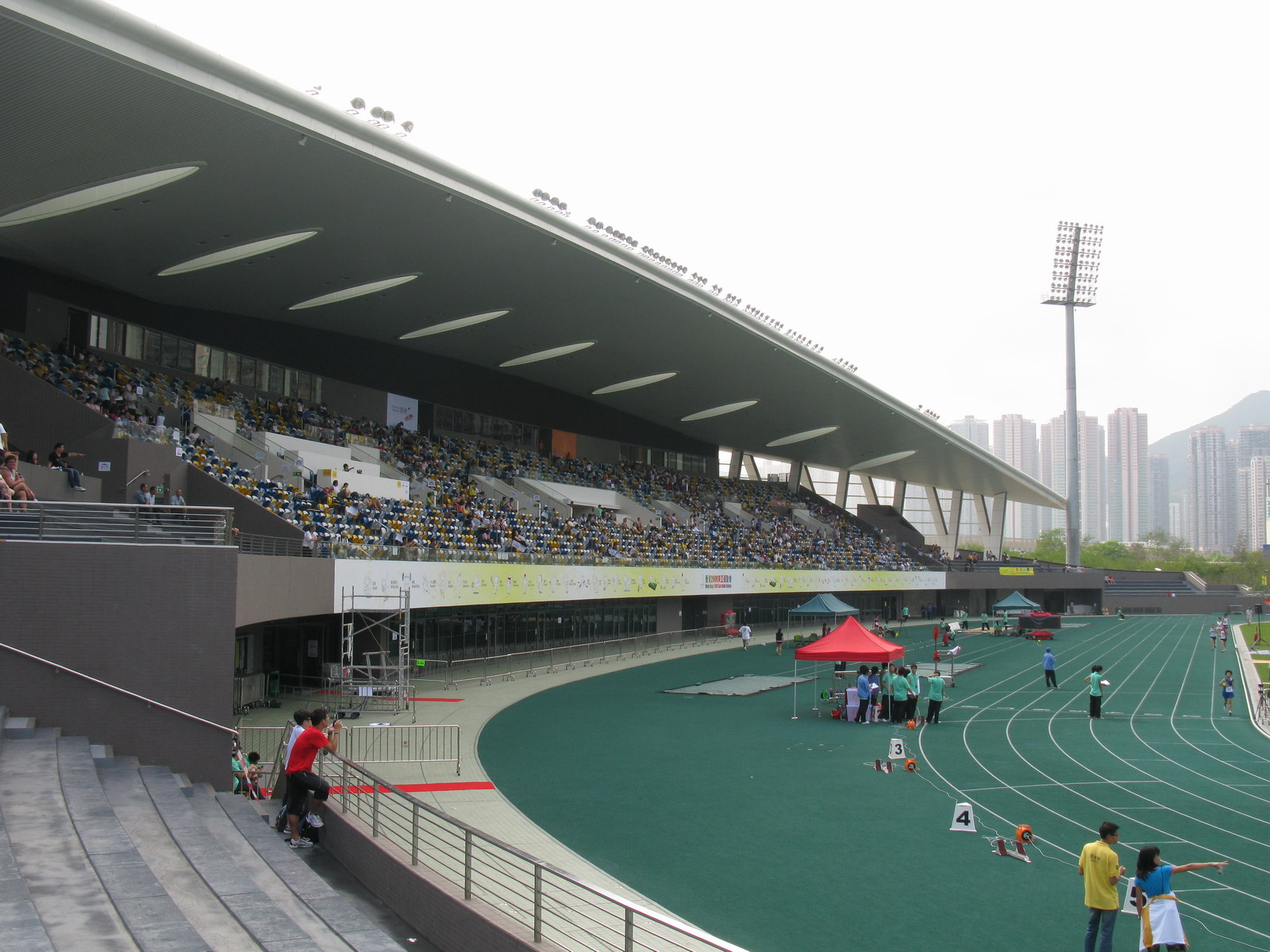
看台及以新月形設計的天幕，9個天窗象徵9個參與東亞運國家及地區

## 鄰近
- 香港單車館
- 香港單車館公園